# Пікет (залізниця)
Пікет — точка розмітки відстані на залізничних лініях з кроком 100 м. На місцевості позначається стовпчиком з номером на узбіччі залізничної колії, звідки і пішла назва пікет (фр. piquet — кол).
Зазвичай позначається ПК.
Разом з кілометровим знаком пікет дозволяє вказувати місце на трасі залізничної лінії з точністю, достатньою для багатьох практичних застосувань, наприклад, для зазначення місця поміченою несправності споруд колії або контактної мережі. Вказівка на місце виражається формулою: «205 км ПК8», що вказує на околицю місця, що знаходиться в 700—800 метрах від кілометрового знака 204/205 в напрямку збільшення кілометрів.
Враховуючи звичайний крок пікетів 100 м, один кілометр шляху вміщує, як правило, 10 пікетів. Пікети нумеруються, починаючи від кілометрового знака, арабськими цифрами послідовно, починаючи з 1, збільшуються в напрямку наступного кілометрового знака.
В особливих випадках один кілометр шляху може вміщати число пікетів, відмінне від 10. Це має місце у випадках:
- Перебудови залізничної лінії, в результаті якого змінюється її довжина — в цьому випадку, щоб уникнути перерозмітки всієї лінії або значної її частини, кілометри в районі виробленого зміни довжини лінії можуть мати число пікетів, відмінне від 10 (у СРСР були окремі кілометри мали 7 пікетів , 14 пікетів)
- Різної довжини розхожих шляхів на багатоколійних лініях, наприклад, при влаштуванні шляхопроводної розв'язки. Оскільки кілометрові позначки на всіх шляхах багатоколійній лінії збігаються, різниця довжини шляхів компенсується різною кількістю пікетів на них в межах одного і того ж кілометра.

У подібних же випадках пікети можуть мати і довжину, відмінну від 100 м, наприклад, якщо при перебудові довжина кілометра зміненої лінії виявляється не кратній 100 метрам. Також це можливо при значній різниці довжин суміжних колій багатоколійній лінії на кривій — в цьому випадку довжини пікетів на зовнішніх і внутрішніх шляхах в кривій можуть бути зроблені різними для збереження єдності розбивки траси на пікети.

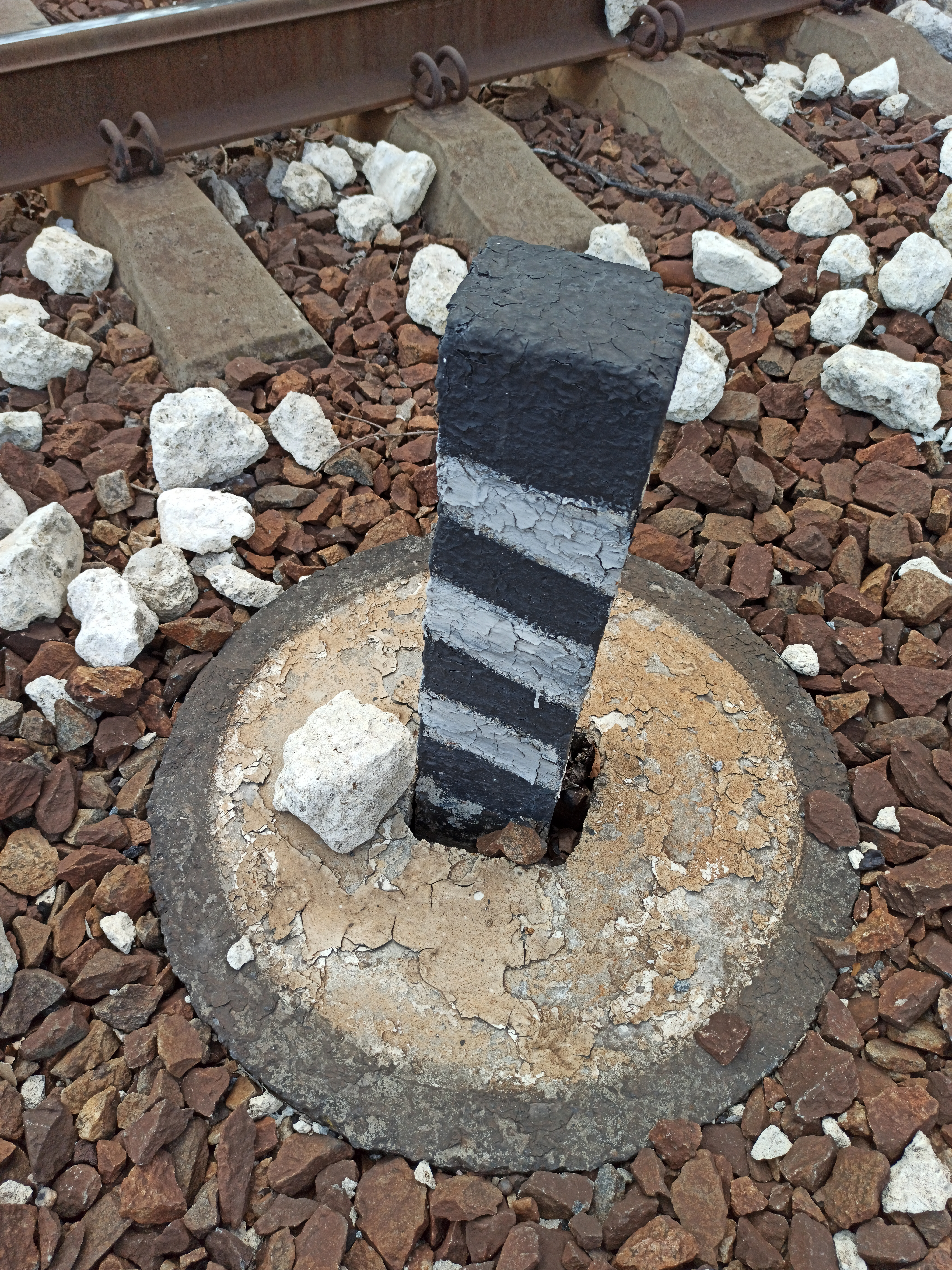
Смугастий пікетний знак, П'ятихатки-Стикова
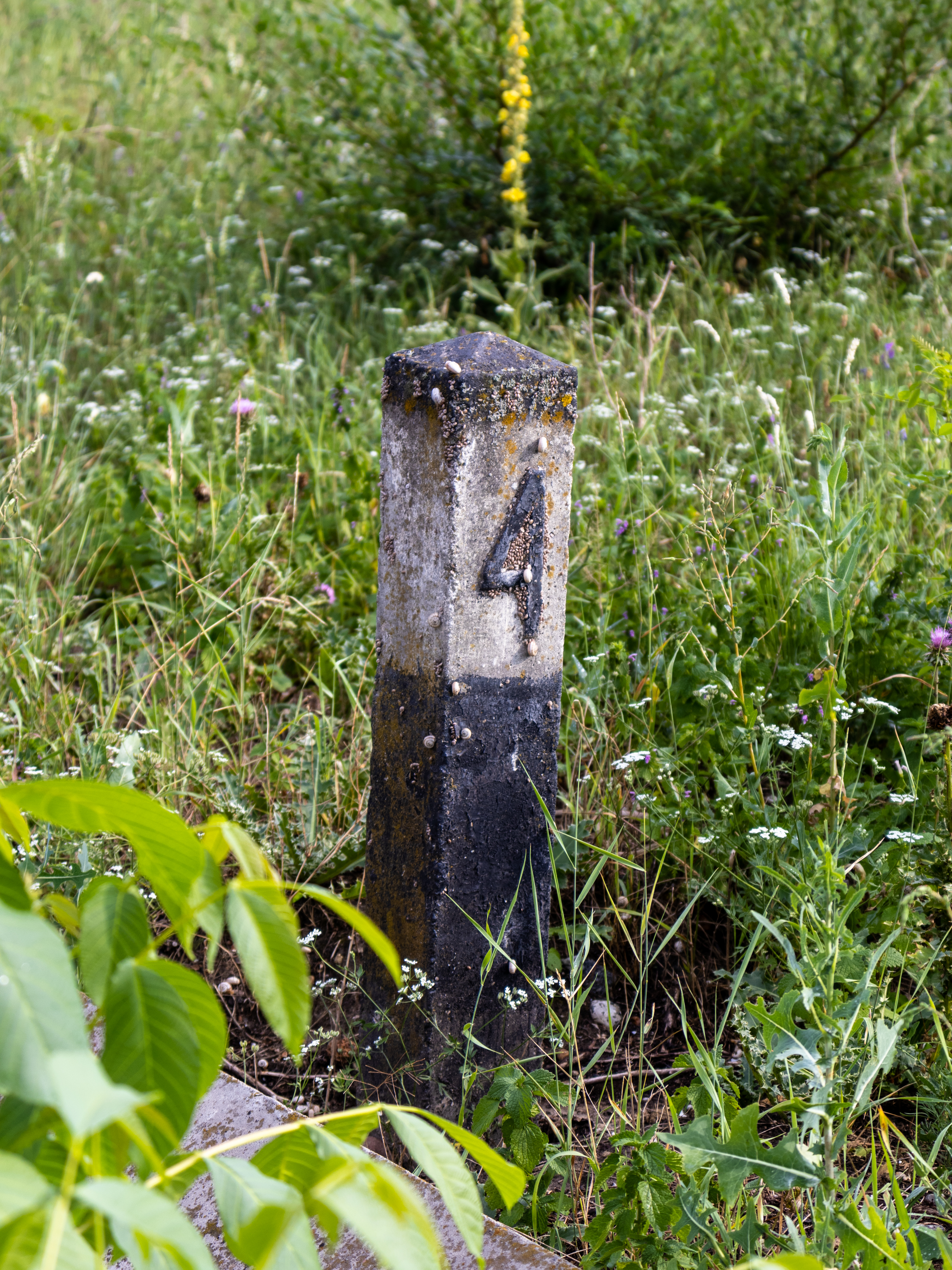
Пікетний знак на межі 4-го та 5-го пікетів 108го км лінії Арциз – Ізмаїл
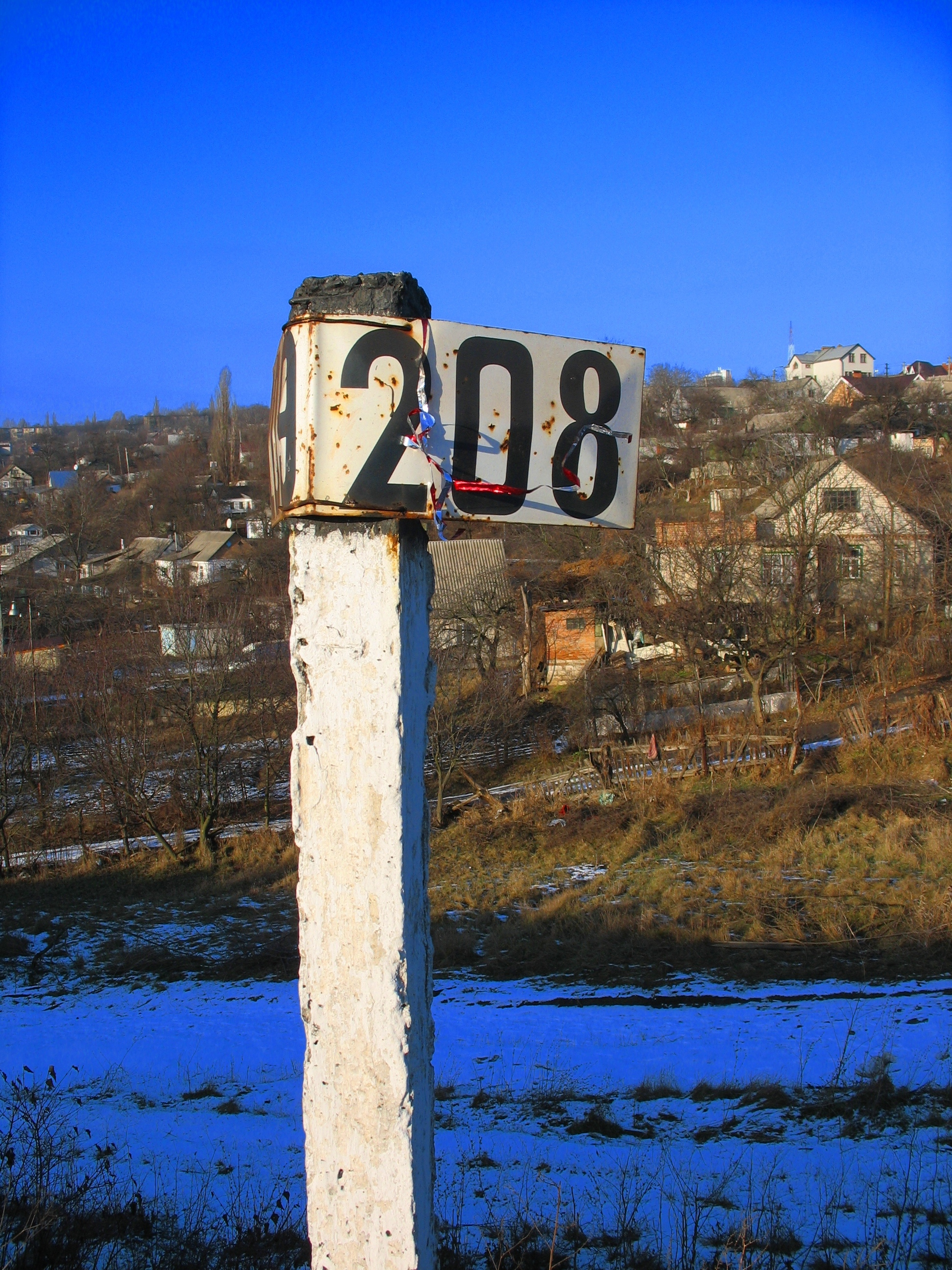
Знак "208/209 кілометр" лінії Мерефа - Херсон